# شرق الأندلس

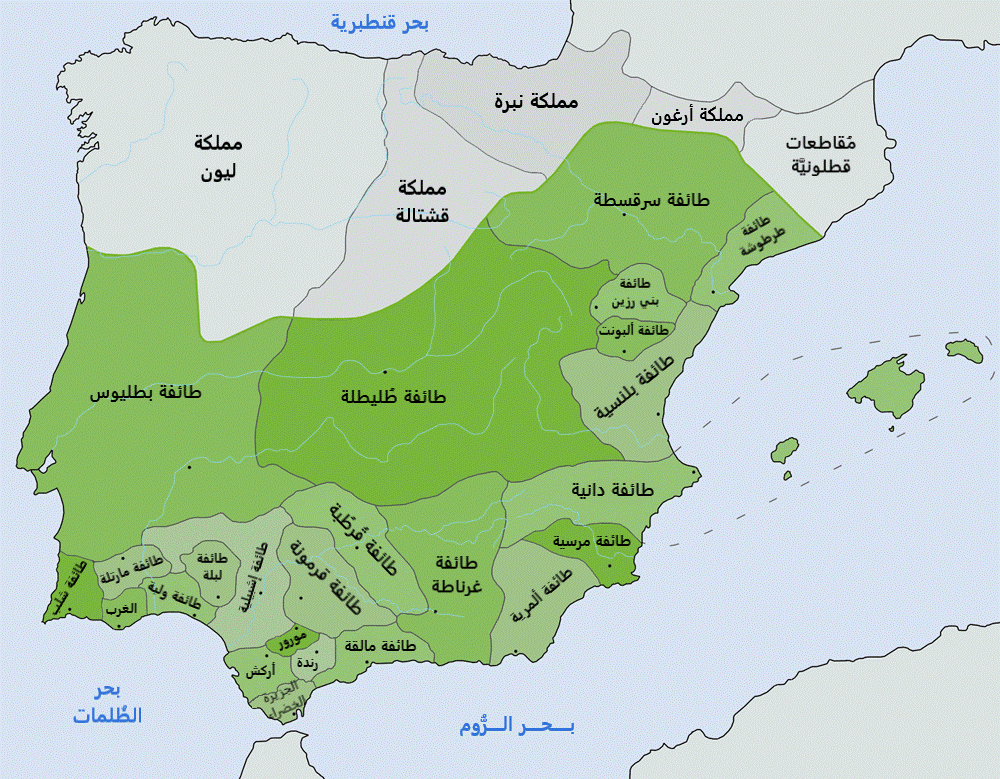

شرق الأندلس هو الاسم الذي أطلقه المسلمون على المنطقة الشرقية من الأندلس خلال حكمهم لها. وتشمل أراضي كابو دي غاتا في ألمرية في الثغر الأعلى.

## تاريخ
بين عامي 713 و714، بعد وقت قصير من وصول جيش طارق بن زياد إلى شبه الجزيرة الإيبيرية، أحتل الأمير عبد العزيز بن موسى على أراضي بلنسية. وأطلق المسلمين تسمية شرق الأندلس على هذه الأراضي.